# Giorgio Di Centa
Giorgio Di Centa (* 7. října 1972 Tolmezzo) je bývalý italský běžec na lyžích, dvojnásobný olympijský vítěz z domácích her v Turíně 2006. Byl členem policejního týmu Centro Sportivo Carabinieri. Jeho starší sestra Manuela Di Centaová je také olympijskou vítězkou v běhu na lyžích, bratranec Venanzio Ortis se stal atletickým mistrem Evropy v běhu na 5000 metrů.

## Osobní život
Giorgio vyrůstal ve sportovní rodině v Paluzze, v regionu Furlansko-Julské Benátsko, v blízkosti hranic s Rakouskem. Je třetím dítětem Gaetana (* 11. 12. 1927) a Marie Luisy Di Centa. Slibná kariéra jeho staršího bratra Andrea (* 31. 10. 1960) skončila, když v osmnácti letech utrpěl vážnou nehodu na skútru, později se Andrea stal trenérem a funkcionářem v běhu na lyžích. Sestra Manuela se stala šampionkou v běhu na lyžích a získala sedm olympijských medailí, z toho dvě zlaté. Giorgio od dětství trpěl astmatem a sportu se začal věnovat díky svému otci, který ho bral na túry po Karnských Alpách.
V roce 1996 se oženil, s manželkou Ritou mají tři dcery: Lauru, Martinu, Gaiu a syna Williama. Martina di Centa (* 6. 3. 2020) v lednu 2021 debutovala ve Světovém poháru v běhu na lyžích.

## Sportovní kariéra
Ve Světovém poháru startoval od roku 1993, jediný individuální závod v kariéře vyhrál 5. února 2010 v Canmore (15 km volným stylem). V celkovém pořadí SP byl nejlépe na 5. místě v sezoně 2007/08. V této sezóně také obsadil třetí místo na Tour de Ski. Závodů Světového poháru se účastnil i ve svých 44 letech.
Na olympiádě debutoval v Naganu roku 1998, kde skončil osmý v závodě na 30 km. V Salt Lake City 2002 obsadil čtvrté místo ve stíhacím závodě na 2×10 km a s italskou štafetou získal stříbrnou medaili. O čtyři roky později v Turíně vyhrál závod na 50 km i štafetu a byl čtvrtý ve skiatlonu. Ve Vancouveru 2010, kde byl vlajkonošem italské výpravy, byl devátý ve štafetě a desátý na 15 km. V roce 2014 v Soči obsadil 5. místo se štafetou a 11. místo ve skiatlonu.
Na mistrovství světa v klasickém lyžování získal bronzové medaile ve štafetě v letech 1997 a 1999, ve skiatlonu byl druhý v roce 2005 a třetí na MS 2009.
V roce 2006 mu byl udělen Řád zásluh o Italskou republiku v hodnosti komtura.